# Helcogramma inclinata
Helcogramma inclinata és una espècie de peix de la família dels tripterígids i de l'ordre dels perciformes.

## Morfologia
- Els mascles poden assolir 4,6 cm de longitud total.[2][3]

## Hàbitat
És un peix marí de clima subtropical que viu fins als 9 m de fondària.

## Distribució geogràfica
Es troba a les Illes Ryukyu, Taiwan i les Filipines.